# BNS luidsprekers

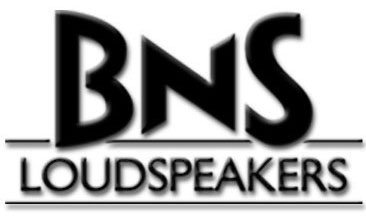
Logo BNS luidsprekers

BNS luidsprekers was een merknaam van luidsprekers, geproduceerd door het bedrijf BNS VandenBerghe B.V. dat tussen 1977 en 2007 actief was. Het bedrijf was gevestigd in Loon op Zand (van 1988 tot 2007).
Het bedrijf gebruikte de slagzin: "zoals het werkelijk hoort".

## Geschiedenis
Het bedrijf is in 1977 opgericht door Frans van den Berghe. De naam BNS staat voor Berghe Noble Sound. Het bedrijf produceerde vanuit Bladel relatief goedkope luidsprekers en verkocht deze in eerst Nederland en later daarbuiten.
In 1980 bracht het bedrijf een boekje uit: Luidsprekerlogica, dat landelijk verspreid werd bij de toentertijd circa 120 dealers van hun luidsprekers in Nederland. Dit geïllustreerde boekje, geschreven door Wim van Brussel, voorzag de consument van informatie over het belang en de plaats van de luidspreker in de muziekinstallatie.
In 1988 verhuisde het bedrijf naar Loon op Zand en kreeg het bedrijf meer bekendheid door de productie van de Soundcolumn (I, II en III) luidsprekerzuilen en door de leveringen aan de NOB van studiomonitoren.
Begin jaren 90 konden klanten bij duurdere series luidsprekers zelf bepalen hoe de luidsprekers er uit kwamen te zien en kon men kiezen uit vele modellen en uitvoeringen.
In 2001 overleed oprichter Van den Berghe door een hartaanval onderweg naar een beurs. Wel vond er daarna een doorstart plaats onder leiding van Frank van Puijenbroek. Het ontwerp van de luidsprekers werd in het Canadese Markham gedaan, de productie vond plaats in China. Ook dit bedrijf is na een paar jaar gestopt. 
De opvolgers Rob van Huijgevoort en Paul Menue konden niet voorkomen dat in 2007 de bedrijfsactiviteiten door tegenvallende resultaten beëindigd moesten worden. 

## Type luidsprekers[7]
- Economic "E" line: (1982 -1986)
- (Oude)Music Line: Combo / Quintet / Symphony (1985-1988)
- Prof Monitor: A-3 / A-3+ / A-4 / Sub-A (1985-1995)
- Soundcolumn: SC-I / SC-II / SC-III / SC-I BI / SC-II BI / SC-III BI (1989-1999)
- Ellesy: 11 / 22 / 33 / One MkII / Two MkII (1990-1999)[4]
- Evolution (1991-1995)[8]
- Bronx: 1 / 2 / 3 (1992-1995)
- Excellent Line: EX-12 / EX-15 / EX-25 / EX-35 / EX 42 (1992-1995)
- Advance Line: A20 / A22 / A30 / A33 / A40 / A44 / A50 (1994-1998)
- Unlimited 70: IV / V (1994-1998)
- Surround systems: BNS 200-400-600 Surround[9]
- (vernieuwde) Music Line: ML-25 / ML-35 / ML-45 / ML-50
- High-End: Nobis / Zillion[10][11]
- Elevation: EL-T5 / EL-T6 / EL-T8 / EL-TA / EL-C5 / EL-C6 / EL-WA (~2005)[12]
- Sparkle(~2005)
- Music Devotion: MD-30 / MD-70 / MD-90 (~2005)[13]
- Noble Sound One
- Jubilee
- (Oude) Intelligent (S)Line: SDS-20 / SDS-30 / SDS-40 / SDS-60 / sDS-70 / SDS-80 / SDS-90 / SDS-100 / SDS-Little Sub / SDS-Sub / SDS-Big Sub[14]
- (vernieuwde) Intelligent (X)Line: SDX-20 / SDX-30 / SDX-40 / SDX-60 / SDX-70 / SDX-80 / SDX-90 / SDX-Little Sub / SDX-Sub MkII / SDX-Big Sub
- BNS Prof monitor A-Trente

## Informatie en Specificaties

#### (Oude) Music Line
Deze serie werd geproduceerd van 1985 t/m 1988 en bestond uit drie modellen: Combo,  Quintet en Symphony. De drie modellen hadden een verschillende ontwerpfilosofie. De Combo was het kleinste model en had een tweeter en een woofer met een dubbelspreekspoel. Hierbij werd een drieweg scheidingsfilter toegepast. Er was een basreflexpoort toegepast voor een betere laagweergave. De Quintet was een tweewegsysteem aangevuld met een passieve woofer (ook wel resonator genoemd). De Symphony was het grootste model uit de serie. Dit was een driewegsysteem met basreflexpoort.

#### De Soundcolumn series[4]

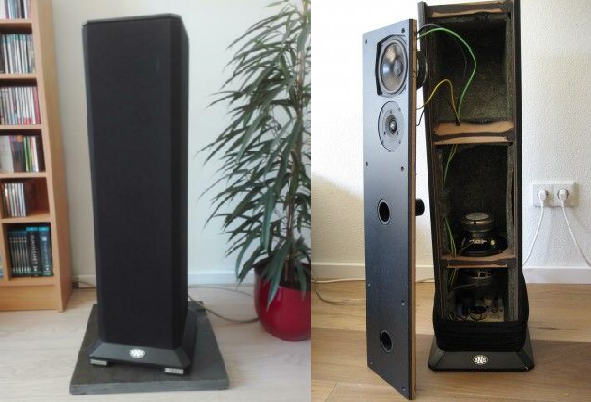
De BNS Soundcolumn

De BNS Soundcolumn-reeks zorgde voor meer bekendheid van het merk BNS. De reeks ging in productie in 1989 en het basismodel kostte toentertijd 895 gulden, de SC-II 1195 gulden en de SC-III respectief 1495 gulden. Speakers (drivers) gebruikt door BNS, werden veelal door VIFA, SEAS, Audax of Peerless geleverd.

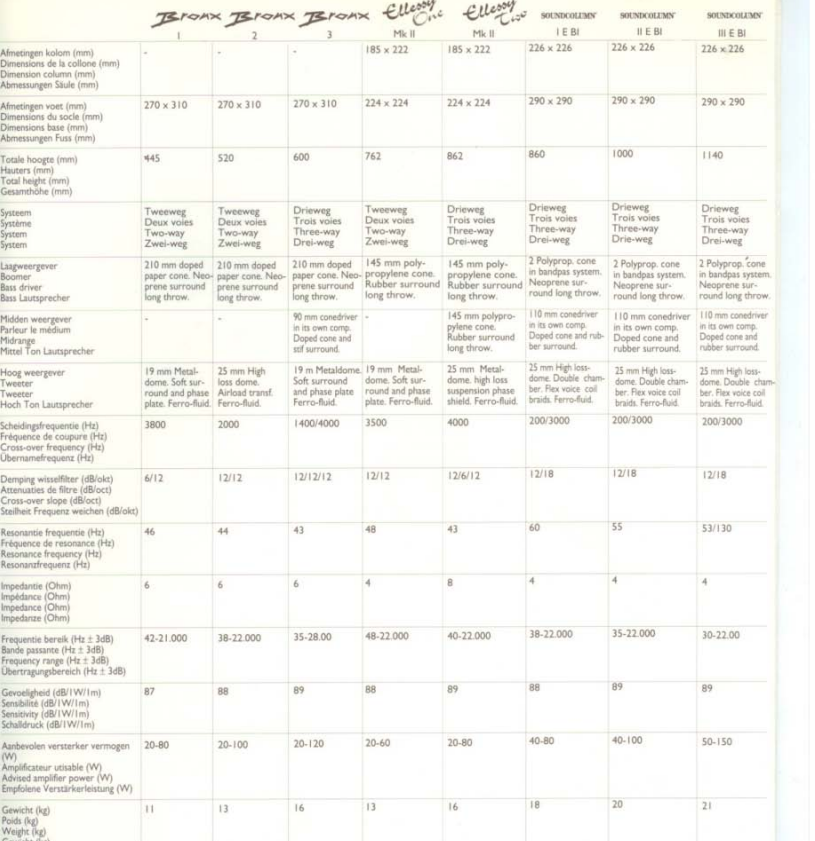
Specificaties Bronx, Ellessy en Soundcolumn

De luidspreker was langwerpig gemaakt. Om de speaker zat een zwarte "sok" die bovendien functioneerde als bescherming. Elke Soundcolumn bestond uit een 2,5 cm tweeter (Vifa), een 9 cm mid-driver en twee 15 cm woofers. Deze woofers waren zelf ontwikkeld, en werden in China geproduceerd. Dit type had de naam CTF88 (Charles Tom Frans 1988). Voor de Bronx serie werd een grotere woofer ontworpen, de CTF91.
Het verschil tussen de I en II & III, was dat er bij de II & III de baspoorten op andere plekken aanwezig waren, ze langer en zwaarder waren en meer vermogen aan konden. De toename van het gewicht kwam deels door de verandering van de interne lay-out, naast de langere lengte. Verder was naast de normale variant van de Soundcolumn-reeks ook een "BI-wiring" variant. Deze zorgde ervoor dat de speakers via een BI-wire luidspreker terminal aangestuurd konden worden. Bi-wiring in het kort betekent dat het hoog en het laag apart van elkaar gestuurd kunnen worden. 

In de loop der tijd zijn de originele Soundcolumns aangepast. Er zijn versies van SC-1 met 1 en met 2 woofers intern. Ook de SC-3 had in het begin geen basreflexpijp, maar gewoon basreflex openingen. In latere versies had het middelste compartiment wel basreflexpijpen.

#### De Intelligent Lijn

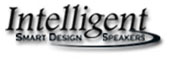
Logo van de SDS-reeks

Smart Design Speakers, oftewel SDS genoemd, kwamen op met de ingang van de eerste Nederlandse DVD-speler. Na ingang van de DVD-speler werd het hebben van surround systemen langzaam populairder. De BNS SDS-lijn was gebaseerd op deze (toenmalig nieuw) 21e-eeuws opkomende periode van Home Theater-systemen. Zo wilde BNS een lijn aanbieden die aan mensen een mogelijkheid gaf verschillende soorten surround set-ups te maken. Ook heeft BNS gezorgd dat de gehele lijn identieke onderdelen hadden. Alle tweeters en speakers waren vrijwel hetzelfde. Dit had als reden een zo 'homogeen' mogelijke geluid over de gehele lijn aan te bieden. Opmerkelijk hadden alleen de SDS-70 en SDS-100 een aangepaste ring-radiator tweeter die tot 80.000 Hz kon. Tevens waren alle speakers van de Intelligent lijn magnetisch afgeschermd, zodat er geen interferentie was met andere elektronische apparatuur. Speakers gebruikt in de Smart Design Speakers werden door het merk Peerless geleverd. Speakerterminals van de Intelligent lijn waren gemaakt van (verguld) ijzer. De SDS-100 en SDS-70 kregen een aparte bi-wire aansluiting. De voormalige Intelligent lijn bestond uit de SDS-20 (€149 p.p.), SDS-30 (€199 p.p.), SDS-40 (€219 p.p.), SDS-60 (€299 p.p.), SDS-80 (€299 p.p.), SDS-90 (399 p.p.), SDS-Little Sub (€349) en de SDS-Sub (€489). Rond 2001 kwamen de SDS-70 (€449 p.p.), SDS-100 (€569 p.p.) en de SDS-Big sub (€949) uit. De kleuren waaruit men kon kiezen waren antraciet zwart en zilverkleurig.
Nadat BNS naar Canada verhuisd was, kwam er rond 2005 een revisie van de SDS-lijn. Deze kregen de naam Smart Design Speakers -X. De SDX lijn bestond uit de SDX-20, SDX-30, SDX-40, SDX-60, SDX-70, SDX-80, SDX-90, SDX-Little Sub, SDX-Sub MkII en de SDX-Big Sub.

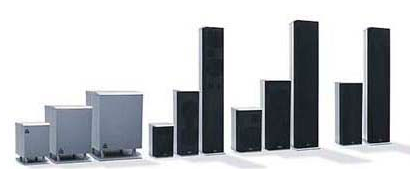
De BNS Intelligent lijn

#### De Zillion[10]
De BNS Zillion, gezien als de compactere versie van de BNS Nobis, was toenmalig een van de High-End luidsprekers gemaakt door BNS. Intern kwam de Zillion overeen met de Soundcolumn: er waren namelijk twee interne woofers. Ook was er aan de voorkant een baspoort aanwezig. De Zillion wordt gekenmerkt door een vierweg bandpass-systeem:
- Subwoofer tot 125 Hz;
- Low/midrange luidspreker van 125 tot 700 Hz;
- Midrange luidspreker van 125 tot 4 kHz;
- Tweeter vanaf 4 kHz.

BNS maakte in deze reeks gebruik van akoestische filtering. De overgang van low/midrange werd geheel bewerkstelligd door afstemming en kastinhoud. "Beide midrange luidsprekers zijn aangesloten op een serieel scheidingsfilter, waarbij uiteindelijk ongewenste energie boven 700 Hz niet via het filter wordt teruggevoerd naar de versterker, maar omgezet wordt in warmte", aldus BNS. Als laatste bevatte het scheidingsfilter een impedantiecorrectie. De Zillion werd standaard geleverd in de kleur antraciet zwart. Een BNS Zillion kostte gemiddeld nieuw per stuk tussen de 907 euro / 1999,00 gulden (met afprijzing) en 1360,89 euro / 2999 gulden.

#### De Music Devotion lijn[13]

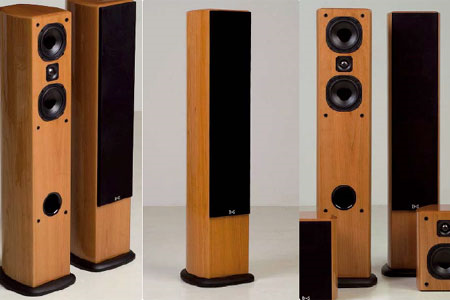
De BNS Music Devotion lijn

De Music Devotion lijn, kortweg "MD", was net zoals de BnS Sparkle, gemaakt in de tijd toen BnS naar Canada was verhuisd. De Music Devotion werd gekenmerkt door een oranjekleurige pianolak-houten uiterlijk. Op het hout zat weliswaar een gladde "laag", met een "curve" die tot achter doorliep. Elke Music Devotion speaker bevatte minimaal één 1 inch tweeter, met minimaal één tot maximaal twee 5,25 inch woofers. Dit middels een ook wel genoemde "2-way" systeem. Daarnaast had elke speaker een basreflexpoort. Waarbij de MD-30 en MD-70 deze poort aan de achterkant hadden, terwijl aan de andere kant de MD-90 de basreflexpoort zich aan de voorzijde bevond. De MD lijn bestond uit de MD-30 (boekenplank), MD-70 (center) en de MD-90 (tower). Toendertijd kostte de MD-90 €339 per stuk. De prijzen van de MD-30 en MD-70 waren lager. Ook waren er twee visuele designs van de Music Devotion lijn uitgebracht, echter heeft er maar een van beide designs de uiteindelijke productie gehaald.

#### DeElevationlijn[12]

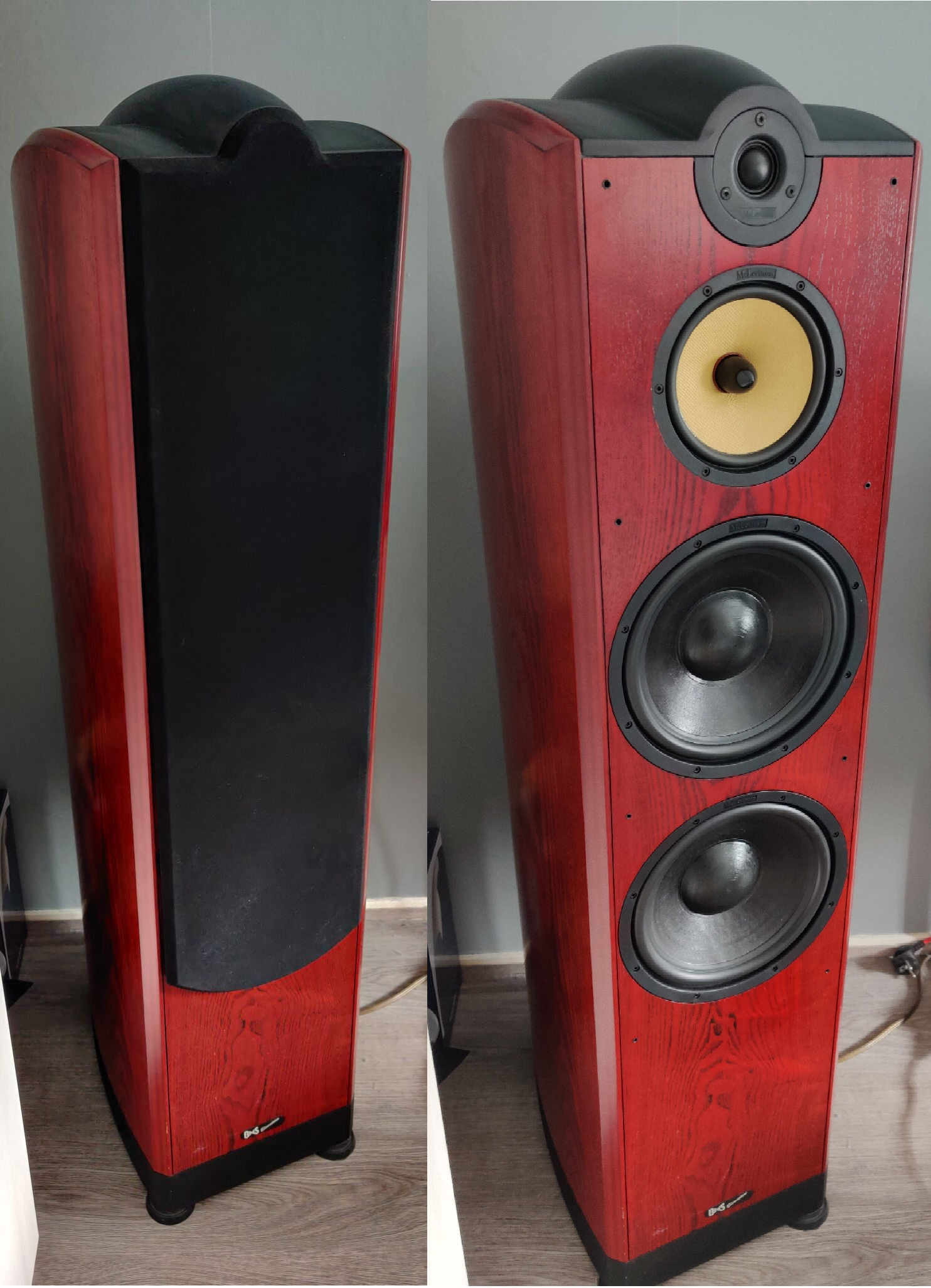
De BNS EL-TA

Nadat het overlijden van Frans van den Berghe, werd er een doorstart gemaakt door Rob van Huijgevoort en Paul Menue. Het bedrijf vestigde zich in Canada. Later werden er drie verschillende nieuwe lijnen ontwikkeld: de BnS Sparkle, de BnS music devotion "MD" en de BnS Elevation "EL". De BnS Elevation had als doel een premium, maar betaalbare Hifi lijn te worden. De lijn werd gekenmerkt door de kersroodkleurige uiterlijk. Ook had elke speaker een zogenoemde "curve" aan de zijkant en bovenkant. De speaker werd ook gekenmerkt door de toevoeging van een kevlar speaker unit. In de EL-T5, EL-T6, EL-C5 en EL-C6 functioneerde deze als woofer. Bij de duurdere EL-T8 en EL-TA werd de kevlar unit alleen gebruikt om de middentonen te genereren. De massaproductie van de Elevation lijn kwam niet tot stand, onder andere doordat zaken binnen het bedrijf niet meer goed liepen. Er waren echter wel een handvol samples geproduceerd. De geproduceerde Elevation speakers werden in 2006 tentoongesteld tijdens de toenmalige VAD show.
De Elevation lijn bestond uit de BNS EL-T5 tower, de EL-T6 tower, de EL-T8 tower en het topmodel de EL-TA. Daarnaast bestond er nog de EL-C5 center, de EL-C6 Center en de EL-WA (actieve) subwoofer.